# Sadya Bairou
Pour les articles homonymes, voir Bairou.
Sadya Bairou, née en 1963 à Essaouira, ville où elle est morte le 13 avril 2010, est une artiste-peintre et une sculptrice marocaine.

## Biographie
Sadya Bairou a étudié à l'École des Beaux-arts de Mulhouse, en France, et à l'École des Beaux-arts de Tétouan, au Maroc. 
Très tôt dans sa vie, Sadya Bairou fait de longs séjours en France, en Italie, en Allemagne et en Chine. En 2004, elle fonde l'Association Akal « Art et écologie » et en 2005, elle initie la caravane des arts et de l'environnement.
Son travail a été largement exposé dans plusieurs manifestations internationales d'art :

## Expositions collectives
(liste non exhaustive)
- 2002, Musée Wilhelm Fabry / Hilden, Allemagne ;
- 2003 : centre d'art contemporain de Vilnius Lituanie ;
- 2004 : Art Francfort. Galerie Le Carré Gravicelle Lille. Peinture au Féminin Pluriel SGMB / Patrimoine culturel / Casablanca. Artiades 2004 à Athènes en Grèce ;
- 2005 : Centre des Beaux-arts de Madrid. ;
- 2006 : Biennale de l'art méditerranéen, Tunis. ;
- 2007 : Musée municipal d'art de Kyoto. Festival International d'Art de Mahres Tunisie ;
- 2008 : Musée national d'art contemporain de Chine, Pékin. biennale internationale d'art de Pékin. OFA officielle exposition Pékin Chine.

## Expositions individuelles
- 1995 : Galerie Harley Davidson/ Gelting, Allemagne ;
- 2000 : Galerie Marea Arte Essaouira, Maroc ;
- 2001 : Galerie Espace Othello Internationale, Essaouira ;
- 2002 : Galerie Sparkasse Bad-Tolz Wolfratshausen, Allemagne ;
- 2006 : Musée de patrimoine Amazigh, Agadir, Maroc ;
- 2010 : Galerie Noir sur Blanc Marrakech.

Les œuvres de Sadya Bairou figurent dans plusieurs collections publiques et privées, notamment à : 
- Bank Sparkasse Badtolz-Wolfratshausen ;
- Patrimoine Culturel Société Générale Maroc. ;
- Association Essaouira Mogador ;
- Cercle Bokartas Vilnius Lituanie ;
- Artrageous Group Chypre ;
- Musée Wilhelm Fabry Allemagne, EKDOM Maroc… ;
- Particuliers au Maroc, Allemagne, France, Belgique, Espagne, États-Unis, Finlande, Grèce, Hollande, Italie, Norvège, Suède, Tunisie, Japon, Chine…